# Камбулат (верхний приток Айгурки)
Камбулат — река в Туркменском районе Ставропольского края. Является правым притоком реки Айгурки, впадает в неё на 124-м километре. Истоком реки Камбулат являются родники в черте села Камбулат.
Длина — 17 км, площадь водосборного бассейна — 189 км²
На реке обустроено несколько прудов.

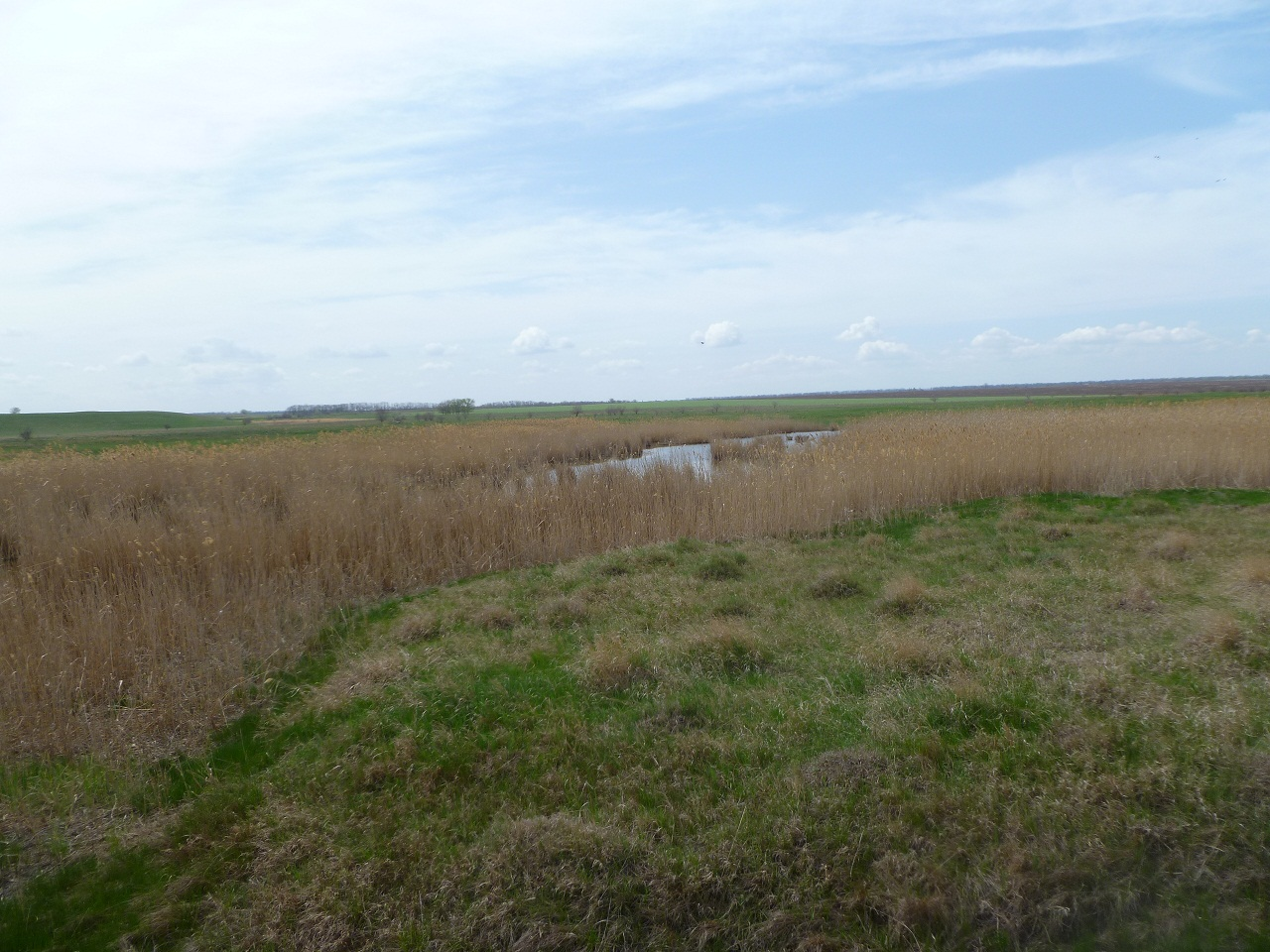
Низовья реки